# الدوري الشمالي الممتاز 2008–09
الدوري الشمالي الممتاز 2008–09 هو موسم من دوري الشمال الممتاز ‏، وهو أعلى دوري كرة قدم في أيرلندا الشمالية، فاز فيه Eastwood Town F.C. ‏.